# 埃尔格拉纳多
埃尔格拉纳多，是西班牙安达卢西亚自治区韦尔瓦省的一个市镇。总面积98平方公里，总人口616人（2007年），人口密度6.38人/平方公里。